# Taisuke Muramatsu
Pour les articles homonymes, voir Muramatsu.
Taisuke Muramatsu (村松 大輔, Muramatsu Taisuke) est un footballeur japonais né le 24 mars 1989 à Yaizu. Il évolue au poste de défenseur avec Giravanz Kitakyushu.

## Carrière
- 2008-déc. 2008 : Honda FC ( Japon)
- jan. 2009-déc. 2010 : Shonan Bellmare ( Japon)
- jan. 2011-déc. 2017 : Shimizu S-Pulse ( Japon)[1]
  - 2014-déc. 2014 : Tokushima Vortis ( Japon) (prêt)
  - fév. 2016-déc. 2016 : Vissel Kobe ( Japon) (prêt)
- depuis mars 2018 : Giravanz Kitakyushu ( Japon)

## Palmarès
- Championnat du Japon de football D3 : 2008